# John Cleland (pilote)
Pour les articles homonymes, voir John Cleland.

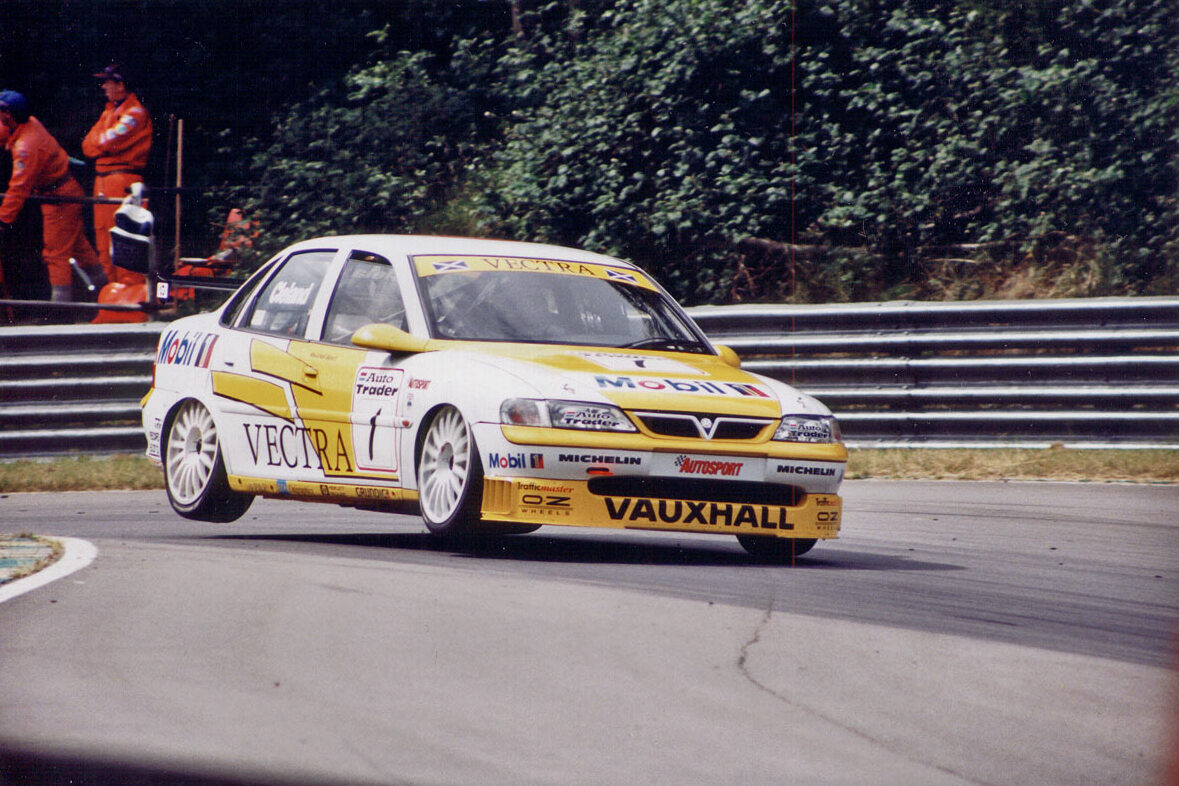
John Cleland au volant de la Vauxhall Vectra en 1996.

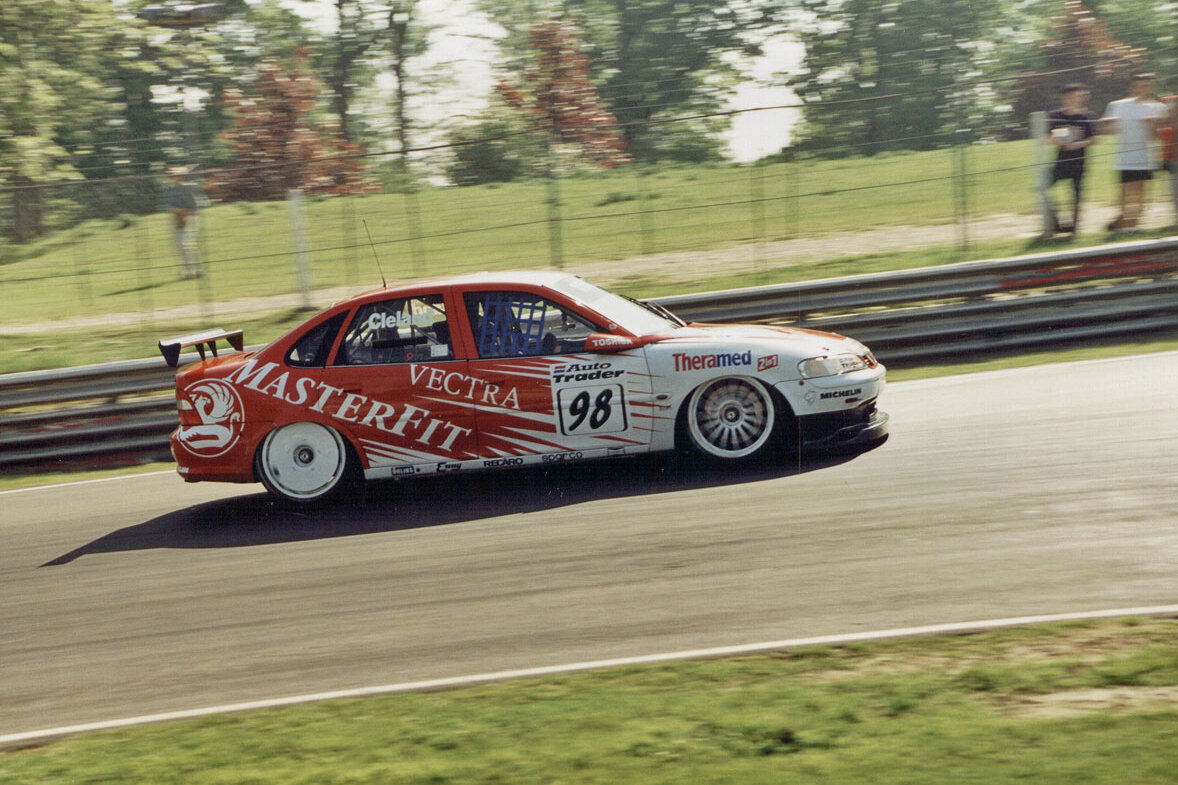
John Cleland au volant de la Vauxhall Vectra en 1998.

John Cleland (né le 15 juillet 1952 à Wishaw, Écosse). est un pilote automobile écossais à la retraite. Il a couru dans les courses d'autocross et dans les courses de côte dans les années 1970, avant d'atteindre le succès dans les compétitions britanniques de voitures de production et dans les championnats Thundersaloon, avant de rejoindre Vauxhall en 1989 pour le championnat de Grande-Bretagne des voitures de tourisme. Il est actuellement co-commentateur aux côtés de Martin Haven pour le WTCC sur Eurosport.

## Carrière de pilote
Cleland se fait un nom en remportant le titre BTCC dès sa première tentative, à l'époque où le championnat se composait de quatre catégories distinctes, chacune dans leur propres courses, mais marquant des points pour le même titre. Il remporte 11 de ses 13 courses en classe C pour les voitures 1.5L. La Vauxhall Cavalier 2-litres est introduite l'année suivante, en préparation pour le seul format de 2 litres en 1991. Cleland termine 2e dans sa classe en 1990 et 5e au général. L'année suivante, il remporte trois courses et termine deuxième du championnat à Will Hoy. En 1992, John Cleland est en lutte avec Hoy et Tim Harvey pour le titre, mais lors du dernier tour, il est heurté par Steve Soper, le coéquipier de Tim Harvey. Cette collision controversée donnera le titre à ce dernier, Will Hoy n'ayant pas réussi à passer devant Harvey pour s'octroyer la couronne. En 1993 et 1994, le championnat est dominé par, respectivement, BMW et Alfa Romeo, et John Cleland ne peut faire mieux qu'une 4e place au classement général lors des deux saisons.
1995 marque l'année décisive pour la Cavalier, ironiquement, dans sa dernière année en BTCC. En dépit du fait que la Volvo 850 et la Renault Laguna, respectivement dans les mains de Rickard Rydell et Alain Menu, soient plus performantes que la Vauxhall, la régularité de Cleland, ajoutée aux quatre victoires consécutives à la mi-saison lui permet de battre les deux pilotes pour le titre. Pour 1996, la Cavalier est remplacée par la nouvelle Vectra, ce qui s'avére être un problème pour Cleland. Il termine 8e dans la course au titre. En 1997, il ne termine qu'au 12e rang au classement général et Vauxhall termine en bas de la feuille du championnat des constructeurs. 1998 a été meilleure, et John Cleland signe deux victoires, les deux à Donington Park - un terrain de chasse traditionnel pour l'Écossais - avant un grave accident à Snetterton qui interrompt sa saison. En 1999, Cleland est dépassé par le nouvel arrivant Yvan Muller et décide, à la mi-saison, de prendre sa retraite dès fin de la saison. Sa dernière course se conclut par une dixième place sur le circuit détrempé de Silverstone, après avoir reçu un drive through pour excès de vitesse dans les stands.

## L'après BTCC
Par la suite, il apparait brièvement à plusieurs reprises dans maintes catégories, notamment en GT britannique au volant d'une Dodge Viper, en ASCAR à Rockingham, à la grande épreuve australienne du Bathurst 1000 (à 12 reprises), et à la course des Masters BTCC en 2004, une course réunissant les plus grands pilotes BTCC du passé et du présent (il termine 6e après avoir signé la pole position).  
John Cleland dirige une concession Volvo et Jaguar. Il est également co-commentateur pour Eurosport sur le WTCC. Il a remplacé son compatriote écossais, David Leslie, après sa mort en 2008. 
Son fils Jamie entame une carrière de pilote automobile.